# 황산시
황산시(黄山市)는 중화인민공화국 안후이성에 위치하는 지급시이다. 명칭은 이곳에 위치한 황산에서 따왔으며, 중국에서 가장 유명한 산악 경승지의 하나로 기송, 괴석, 운해, 온천의 '4절'이 유명하다. 1990년 12월 황산은 유네스코 세계유산에 등록되었다.

## 역사
본래 이 지역은 단양군의 흡현(歙縣)과 이현(黟縣)의 2개현만이 존재하고 <한서> 지리지에 따르면 남만이라 불리던 원주민들이 거주하고 있었다고 한다.
후한말 동오의 하제가 이 지역에서 일어난 반란을 진압하고 3개의 현을 신설해 신도군을 설치하면서 이지역이 분리되기 시작했다.
이후 휘주(徽州)가 설치되었는데, 이 지역은 오랫동안 지역 거점도시로 성장하여 안휘성의 휘가 이 지역의 약칭인 휘를 의미하게 될 정도로 성장했다.
전신은 휘주(徽州) 지구이며, 1987년 중화인민공화국 국무원의 비준에 의해서 휘주 지구를 철폐하고, 당시 현급 시인 둔계시(후의 둔계구)를 중심으로 하는 지급시가 성립되었다.

## 행정 구역

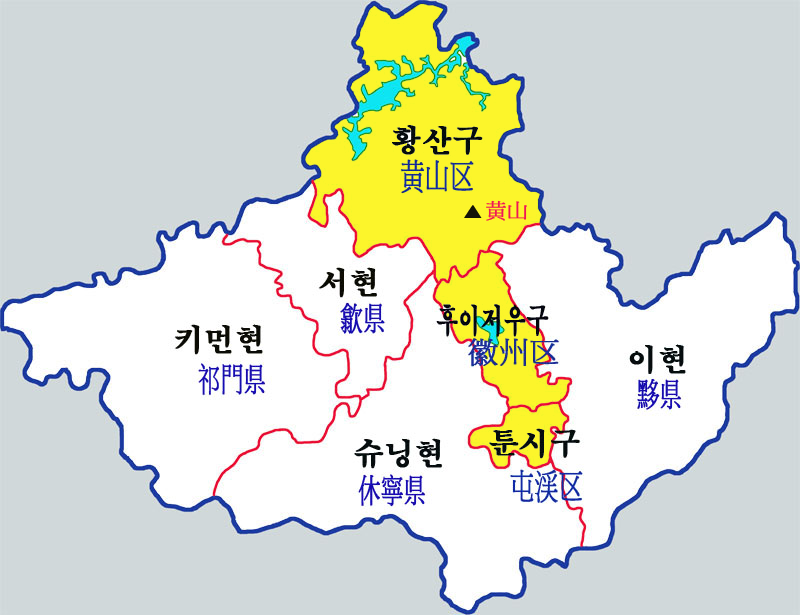
황산시 현급행정구역도

3개의 시할구와 4개의 현이 있다.
시할구
- 툰시구(屯溪区)
- 황산구(黄山区)
- 후이저우구(徽州区)

현
- 슈닝현(休宁县)
- 서현(歙县)
- 치먼현(祁门县)
- 이현(黟县)

## 경제
치먼현의 치먼 홍차가 생산되며, 이 지역의 명성을 높여주는 대표적인 특산물이 되었다.
후이저우구에서는 다양한 종류의 두부가 생산되고 있다.

## 교통

### 항공
- 황산 툰시 국제공항

### 철도
- 황산역
- 황산 북역(중국철로고속 이용가능)

## 기후
| 황산시 툰시구의 기후                                          | 황산시 툰시구의 기후 | 황산시 툰시구의 기후 | 황산시 툰시구의 기후 | 황산시 툰시구의 기후 | 황산시 툰시구의 기후 | 황산시 툰시구의 기후 | 황산시 툰시구의 기후 | 황산시 툰시구의 기후 | 황산시 툰시구의 기후 | 황산시 툰시구의 기후 | 황산시 툰시구의 기후 | 황산시 툰시구의 기후 | 황산시 툰시구의 기후 |
| 월                                                            | 1월                  | 2월                  | 3월                  | 4월                  | 5월                  | 6월                  | 7월                  | 8월                  | 9월                  | 10월                 | 11월                 | 12월                 | 연간                 |
| ------------------------------------------------------------- | -------------------- | -------------------- | -------------------- | -------------------- | -------------------- | -------------------- | -------------------- | -------------------- | -------------------- | -------------------- | -------------------- | -------------------- | -------------------- |
| 역대 최고 기온 °C (°F)                                        | 22.7 (72.9)          | 28.3 (82.9)          | 35.1 (95.2)          | 34.6 (94.3)          | 36.6 (97.9)          | 37.3 (99.1)          | 39.5 (103.1)         | 40.1 (104.2)         | 39.2 (102.6)         | 36.6 (97.9)          | 30.5 (86.9)          | 22.7 (72.9)          | 40.1 (104.2)         |
| 일평균 최고 기온 °C (°F)                                      | 9.4 (48.9)           | 12.4 (54.3)          | 16.8 (62.2)          | 23.0 (73.4)          | 27.7 (81.9)          | 29.7 (85.5)          | 33.6 (92.5)          | 33.5 (92.3)          | 29.7 (85.5)          | 24.5 (76.1)          | 18.3 (64.9)          | 11.9 (53.4)          | 22.5 (72.6)          |
| 일일 평균 기온 °C (°F)                                        | 4.7 (40.5)           | 7.2 (45.0)           | 11.3 (52.3)          | 17.2 (63.0)          | 22.0 (71.6)          | 25.0 (77.0)          | 28.3 (82.9)          | 27.9 (82.2)          | 24.1 (75.4)          | 18.5 (65.3)          | 12.3 (54.1)          | 6.4 (43.5)           | 17.1 (62.7)          |
| 일평균 최저 기온 °C (°F)                                      | 1.6 (34.9)           | 3.7 (38.7)           | 7.4 (45.3)           | 12.9 (55.2)          | 17.7 (63.9)          | 21.4 (70.5)          | 24.4 (75.9)          | 24.1 (75.4)          | 20.2 (68.4)          | 14.2 (57.6)          | 8.3 (46.9)           | 2.7 (36.9)           | 13.2 (55.8)          |
| 역대 최저 기온 °C (°F)                                        | −7.6 (18.3)          | −6.7 (19.9)          | −4.2 (24.4)          | 0.8 (33.4)           | 8.6 (47.5)           | 12.6 (54.7)          | 18.1 (64.6)          | 17.8 (64.0)          | 10.0 (50.0)          | 1.8 (35.2)           | −3.9 (25.0)          | −15.5 (4.1)          | −15.5 (4.1)          |
| 평균 강수량 mm (인치)                                         | 92.5 (3.64)          | 110.9 (4.37)         | 174.7 (6.88)         | 207.8 (8.18)         | 241.9 (9.52)         | 380.6 (14.98)        | 221.3 (8.71)         | 125.6 (4.94)         | 79.4 (3.13)          | 53.4 (2.10)          | 74.9 (2.95)          | 60.9 (2.40)          | 1,823.9 (71.8)       |
| 평균 강수일수 (≥ 0.1 mm)                                      | 13.4                 | 13.0                 | 16.4                 | 14.9                 | 14.6                 | 17.0                 | 12.5                 | 12.3                 | 8.9                  | 7.3                  | 10.0                 | 9.7                  | 150                  |
| 평균 강설일수                                                 | 3.7                  | 2.1                  | 0.6                  | 0                    | 0                    | 0                    | 0                    | 0                    | 0                    | 0                    | 0.2                  | 1.3                  | 7.9                  |
| 평균 상대 습도 (%)                                            | 80                   | 79                   | 78                   | 77                   | 77                   | 82                   | 78                   | 78                   | 77                   | 76                   | 80                   | 79                   | 78                   |
| 평균 월간 일조시간                                            | 92.5                 | 93.5                 | 110.1                | 132.8                | 153.4                | 125.5                | 202.3                | 196.0                | 167.4                | 159.9                | 123.8                | 118.8                | 1,676                |
| 가능 일조율                                                   | 29                   | 30                   | 30                   | 34                   | 36                   | 30                   | 47                   | 48                   | 46                   | 45                   | 39                   | 37                   | 38                   |
| 출처: 중국기상국 (평년값: 1991년~2020년, 극값: 1981년~2010년) |                      |                      |                      |                      |                      |                      |                      |                      |                      |                      |                      |                      |                      |

## 출신 인물
- 왕직(흡현): 명나라 때의 해적
- 대진 (청나라)

## 같이 보기
- 황산 (산)